# Epidendrum ingramii
Epidendrum ingramii är en orkidéart som beskrevs av Eric Hágsater och García-cruz. Epidendrum ingramii ingår i släktet Epidendrum och familjen orkidéer.
Artens utbredningsområde är Costa Rica. Inga underarter finns listade i Catalogue of Life.